# El Jacal, Jalisco
El Jacal är en ort i Mexiko.   Den ligger i kommunen Mascota och delstaten Jalisco, i den centrala delen av landet, 600 km väster om huvudstaden Mexico City. El Jacal ligger 1 559 meter över havet och antalet invånare är 120.
Terrängen runt El Jacal är varierad. El Jacal ligger nere i en dal. Runt El Jacal är det glesbefolkat, med 8 invånare per kvadratkilometer. Närmaste större samhälle är El Salto, 17,9 km sydost om El Jacal. I omgivningarna runt El Jacal växer huvudsakligen savannskog.